# Псуевский сельсовет
Псуевский сельсовет — административная единица на территории Глубокского района Витебской области Беларуси.

## Состав
Псуевский сельсовет включает 31 населённый пункт:
- Бобруйщина — деревня.
- Галиново — деревня.
- Германовщина — деревня.
- Горяни — деревня.
- Грязи — хутор.
- Залесная — деревня.
- Заозерная — деревня.
- Заулок-Русский — деревня.
- Зябки — деревня.
- Ивесь — деревня.
- Колечьполье — деревня.
- Косовинка — хутор.
- Леоновичи — хутор.
- Липово — деревня.
- Лотыши — деревня.
- Надозерье — деревня.
- Новая Псуя — хутор.
- Обруб — деревня.
- Осиновка — деревня.
- Острово — деревня.
- Поженьки — деревня.
- Псуя — агрогородок.
- Скрабатуны — хутор.
- Слобода — деревня.
- Слободка — деревня.
- Тересполье — хутор.
- Хролы — деревня.
- Чашки — деревня.
- Шо — деревня.
- Юстияново — хутор.
- Яново — хутор.

Упразднённые населённые пункты:
- Васьковичи — деревня.